# Arnold Marlé
Arnold Marlé, auch John Marlé (* 15. September 1887 in Prag; † 21. Februar 1970 in London) war ein deutscher Schauspieler und Theaterregisseur.

## Leben
Marlé gab im Alter von 20 Jahren sein Theaterdebüt in Frankfurt an der Oder. Seit 1910 spielte er viele Jahre an Münchner Bühnen wie dem Volkstheater und den Kammerspielen unter der Leitung Otto Falckenbergs.
Während seiner Zeit in München debütierte Arnold Marlé 1919 beim Film. Bis 1924 wurde er von Münchner Produktionsfirmen regelmäßig besetzt, danach konzentrierte er sich wieder ganz auf seine Bühnenarbeit. In den letzten Jahren der Weimarer Republik bis zu seiner abschließenden Spielzeit in Deutschland (1932/33) kam er einem Ruf als Schauspieler, Spielleiter und Oberspielleiter (Regisseur) ans Deutsche Schauspielhaus in Hamburg nach, wo er unter der Leitung von Erich Ziegel und Karl Wüstenhagen Stücke inszenierte. Zu seinen bekanntesten Rollen in dieser Zeit zählte der Jud Süß in der Kornfeld-Version. In der Zwischenkriegszeit arbeitete Marlé auch als Schauspiellehrer, sowohl in München (z. B. Carl-Heinz Schroth) als auch in Hamburg (z. B. Peter Lühr).
Arnold Marlé musste 1933 aus politischen Gründen emigrieren. Einer drohenden Verhaftung entzog er sich durch Flucht nach Prag, nach dem Einmarsch der Wehrmacht im März 1939 emigrierte er weiter nach London, wo Marlé im Juli 1939 mit seiner Frau Lily, einer Nichte Sigmund Freuds, ankam. Während des Zweiten Weltkriegs wirkte Marlé als Sprecher deutschsprachiger Sendungen der BBC und erhielt ab 1941 auch wieder Filmrollen. Oftmals wurde er als kauziger oder undurchsichtiger Ausländer – Mediziner, Wissenschaftler und als Lhama in dem Horrorfilm Yeti, der Schneemensch – besetzt. Bis 1963 setzte Marlé seine Film- und Fernseharbeit fort, trat in London aber auch wieder auf der Bühne auf, so etwa 1959 in dem Stück The Tenth Man.

## Filmografie
- 1919: Das Fräulein von Scuderi
- 1920: George Bully
- 1920: Der Sprung ins Dunkle
- 1921: Die Trommeln Asiens
- 1921: Die Maske des Indianers
- 1921: Der Schatten der Gaby Leed
- 1921: Die Nacht der Einbrecher
- 1922: Man soll es nicht für möglich halten oder Maciste und die Javanerin
- 1924: Die malayische Dschonke
- 1934: Totes Wasser (Dood Water)
- 1942: One of Our Aircraft Is Missing
- 1942: Thunder Rock
- 1944: Mr. Emmanuel
- 1946: Zwei Welten (Men of Two Worlds)
- 1947: White Cradle Inn
- 1948: Portrait From Life
- 1948: Echo der Liebe (The Glass Mountain)
- 1951: The Golden Door (Fernsehfilm)
- 1952: The Floating Dutchman
- 1954: Das Geheimnis des roten Affen (The Little Red Monkey)
- 1955: Spionagenetz Hamburg (Break in the Circle)
- 1955: Cross Channel
- 1955: Die letzte Frist (They Can't Hang Me)
- 1956: Zarak Khan (Zarak)
- 1957: Yeti, der Schneemensch (The Abominable Snowman)
- 1957: Die nackte Wahrheit (The Naked Truth)
- 1957: Davy
- 1958: Operation Amsterdam
- 1959: Den Tod überlistet (The Man Who Cheated Death)
- 1961: The Snake Woman
- 1962: The Password is Courage